# Перша сигнальна система
Пе́рша сигна́льна систе́ма — одна серед інших сигнальних систем, сукупність нервових процесів, що виникають у корі великих півкуль головного мозку людини і тварин при безпосередньому впливі подразників зовнішнього та внутрішнього середовища на рецептори. Є основою безпосереднього відтворення об'єктивної дійсності у формі відчуттів і сприймання. У людини перша сигнальна система функціонує в постійній взаємодії з другою сигнальною системою, утворюючи єдиний механізм, який здійснює вищу нервову діяльність.
| Метелик | Це незавершена стаття з біології. Ви можете допомогти проєкту, виправивши або дописавши її. |